# Maurice Féron
Ne doit pas être confondu avec Maurice Féron (1857-1937).
Pour les articles homonymes, voir Féron (homonymie).
Maurice Emile Jean Louis Féron, né le 1er mars 1865 à Bruxelles et y décédé le 9 mai 1929 fut un homme politique libéral belge. Il était le fils aîné de Émile Féron
Féron fut avocat, professeur de l'Université nouvelle de Bruxelles, rédacteur de La Réforme et il fut élu sénateur de l'arrondissement de Bruxelles (1921-mort).

## Sources
- Liberaal Archief